# Острув (Красницький повіт)
Острув (пол. Ostrów) — село в Польщі, у гміні Вільколаз Красницького повіту Люблінського воєводства.
Населення — 791 особа (2011).
У 1975-1998 роках село належало до Люблінського воєводства.

## Демографія
Демографічна структура станом на 31 березня 2011 року:
|          | Загалом | Допрацездатний вік | Працездатний вік | Постпрацездатний вік |
| -------- | ------- | ------------------ | ---------------- | -------------------- |
| Чоловіки | 422     | 100                | 278              | 44                   |
| Жінки    | 369     | 72                 | 217              | 80                   |
| Разом    | 791     | 172                | 495              | 124                  |